# Neukirchen (Ostholstein)
Pour les articles homonymes, voir Neukirchen.
Neukirchen est une commune allemande de l'arrondissement du Holstein-de-l'Est, dans le Land de Schleswig-Holstein.

## Géographie
Neukirchen se trouve sur la presqu'île de Wagrie, le long de la mer Baltique.
La commune est composée des quartiers de Bürau, Georgshof, Godderstorf, Klingstein, Kraksdorf, Löhrstorf, Michaelsdorf, Meeschendorf, Meeschendorfer Weide, Ölendorf, Ostermade, Sahna, Satjewitz, Seekamp, Sütel et Wulfshof.
Le territoire est traversé par la Bundesstraße 501 entre Heiligenhafen et Neustadt in Holstein et la ligne de Lübeck à Fehmarn.

## Histoire
Le village est mentionné pour la première fois en 1259 sous le nom de « Kerghvelde », d'après l'église Saint-Antoine, de type romane construite avec des briques en 1244, d'après la volonté d'Adolphe IV de Holstein.
En 1914, le premier lait en poudre allemand y est produit. La laiterie ferme dans les années 1960.

### Château de Löhrstorf
Le château de Löhrstorf est mentionné au XIVe siècle. C'est un manoir massif dans un vaste parc, entouré de douves qu'on peut franchir par deux ponts. En 1384, il est remis à l'abbaye cistercienne de Reinfeld puis est vendu aux Rantzau (de) qui la gardent trois cents ans. Elle est ensuite la possession de nombreuses familles comme les Bülow, Hardenberg (de), les Reventlow. En 1722, Cuno Josua von Bülow agrandit la demeure et le décore de stucs faits par l'Italien Giuseppe Moggia. Depuis 1904, le château appartient à la famille Paarmann qui le rétablit en 1920 avec l'architecte Wilhelm Bräck.

## Personnalités liées à la commune
- Christian Flor (1626–1697), compositeur et organiste.